# 毛内義巧
毛内 義巧（もうない よしとし）は、江戸時代中期の弘前藩士。

## 生涯
享保10年（1725年）、家督200石を継いだ。享保20年（1735年）手廻三番組になり、延享元年（1744年）長柄奉行となった。延享3年（1746年）諸手足軽頭になり、宝暦元年（1751年）持筒二番組足軽頭、用人となり、100石の加増を受け、300石となった。
寛延2年（1749年）に発生した飢饉により、藩の財政が悪化していたため、倹約策を提案し、実現に尽力した。宝暦3年（1753年）正月の用人4奉行会議で、ただ一人倹約策を主張し、勘定所総司となった。12月には山方席及び山役人の引き取りも任されている。強硬で公正な倹約策により藩財政は持ち直したが、要職から遠ざけられた乳井貢などとの関係は悪化した。宝暦6年（1756年）、藩主・津軽信寧が江戸より入部したが、登城せず、自宅へ引き籠った。その理由は定かではない。この間に、義巧に遠ざけられていた多くの人物が復帰した。その中の一人、乳井貢は後に藩財政の立て直しに功績があった。同年12月にお役御免、宝暦8年（1758年）7月に閉門となった。
家督は嫡男・茂粛が継いだ。明和5年（1768年）に閉門を解かれた。